# 屠格涅沃农村居民点
屠格涅沃农村居民点（俄语：Тургеневское сельское поселение）是俄罗斯联邦弗拉基米尔州梅连基区所属的一个农村居民点。其下辖有12个居民点，行政中心为屠格涅沃。据2016年统计，该农村居民点的人口为2226人。